# Prohydata versifusa
Prohydata versifusa är en fjärilsart som beskrevs av Louis Beethoven Prout 1933. Prohydata versifusa ingår i släktet Prohydata och familjen mätare. Inga underarter finns listade i Catalogue of Life.